# オリンピックのジンバブエ選手団
オリンピックのジンバブエ選手団（オリンピックのジンバブエせんしゅだん）は、ジンバブエ共和国のオリンピック選手団。ジンバブエ選手団は1980年モスクワオリンピックから参加した。これ以前にはイギリス領ローデシア（オリンピックのローデシア選手団）として1928年アムステルダムオリンピック、1960年ローマオリンピック、1964年東京オリンピックの3大会に参加していた経緯をもつ。
人種差別国家であったローデシア時代、メキシコオリンピックではメキシコ政府から招待状が送られず、ミュンヘンオリンピックでは選手村まで入ったものの、アフリカ諸国の要求により、出場停止処分となり、モントリオールオリンピックではIOCから資格停止処分が出されているなど、同国の黒人選手には苦難が強いられた。
国際オリンピック委員会に1980年承認され、64人の選手団が1980年モスクワオリンピックに参加した。冬季大会には2014年ソチオリンピックで初出場した。

## 概要
これまでメダルを獲得した夏季オリンピックは、1980年モスクワオリンピック女子ホッケーでの1個、2004年アテネオリンピック競泳での3個、2008年北京オリンピックでの4個の計8個である。このうち競泳で獲得した7個は全てカースティ・コベントリーによるものである。
モスクワオリンピックでの女子ホッケーチームは、ボイコット騒ぎがあったおかげで出場権を獲得、ホッケーの強いインドからの移民の選手もいたが、チーム練習わずか3週間で金メダルを獲得した。

## メダル獲得数一覧

### 夏季オリンピック
| 大会名                | 金 | 銀 | 銅 | 計 |
| 1980 モスクワ         | 1  | 0  | 0  | 1  |
| 1984 ロサンゼルス     | 0  | 0  | 0  | 0  |
| 1988 ソウル           | 0  | 0  | 0  | 0  |
| 1992 バルセロナ       | 0  | 0  | 0  | 0  |
| 1996 アトランタ       | 0  | 0  | 0  | 0  |
| 2000 シドニー         | 0  | 0  | 0  | 0  |
| 2004 アテネ           | 1  | 1  | 1  | 3  |
| 2008 北京             | 1  | 3  | 0  | 4  |
| 2012 ロンドン         | 0  | 0  | 0  | 0  |
| 2016 リオデジャネイロ | 0  | 0  | 0  | 0  |
| 2020 東京             | 0  | 0  | 0  | 0  |
| 2024 パリ             | 0  | 0  | 0  | 0  |
| 合計                  | 3  | 4  | 1  | 8  |

### 冬季オリンピック
| 大会名    | 金     | 銀     | 銅     | 計     |
| 2014 ソチ | 0      | 0      | 0      | 0      |
| 2018 平昌 | 不参加 | 不参加 | 不参加 | 不参加 |
| 2022 北京 | 不参加 | 不参加 | 不参加 | 不参加 |
| 合計      | 0      | 0      | 0      | 0      |

### 夏季オリンピック競技別
| 競技           | 金 | 銀 | 銅 | 計 |
| -------------- | -- | -- | -- | -- |
| 競泳           | 2  | 4  | 1  | 7  |
| ホッケー       | 1  | 0  | 0  | 1  |
| 計 (競技数: 2) | 3  | 4  | 1  | 8  |